# Szerbia az Eurovíziós Dalfesztiválokon
Szerbia eddig tizenhét alkalommal vett részt az Eurovíziós Dalfesztiválon.
A szerb műsorsugárzó a Radio Televizija Srbije, amely 2001-ben lett tagja az Európai Műsorsugárzók Uniójának, és 2004-ben csatlakozott a versenyhez Szerbia és Montenegró tagjaként. 2007-től vesznek részt független államként. Fehéroroszország mellett a másik ország, amely előbb vett részt a Junior Eurovíziós Dalfesztiválon, mint az Eurovíziós Dalfesztiválon (előbbin 2006-ban debütált.)
Szerbia eddig egy alkalommal, 2007-ben aratott győzelmet.

## Története

### Évről évre
Szerbia korábban Jugoszlávia tagjaként szerepelt 1961 és 1992 között, illetve Szerbia és Montenegró tagjaként 2004-től 2006-ig. Szerbia és Montenegrót 2004-ben képviselte szerb énekes, Željko Joksimović a második helyen végzett.

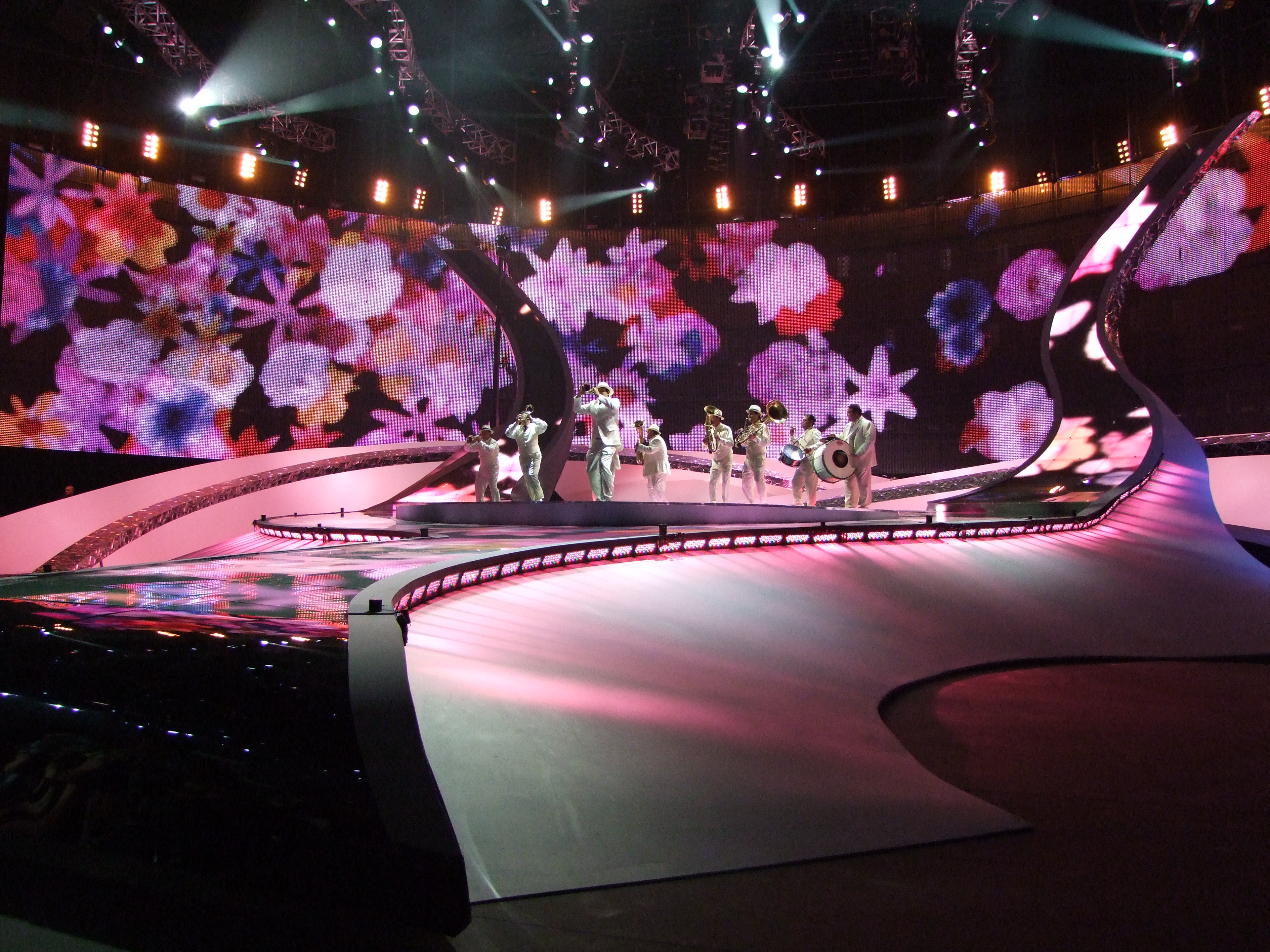
A 2008-as verseny színpada.

2007-ben vettek részt először független államként, és rögtön sikerült megnyerniük a versenyt Marija Šerifović Molitva című dalával, így a következő évi versenynek Belgrád adott otthont. Az első részvétel évében megszerzett győzelem Szerbián kívül csak Svájcnak sikerült a legelső dalfesztiválon, 1956-ban. 2008-ban hazai pályán a hatodik helyet szerezték meg.
2009-ben annak ellenére, hogy elődöntőben a tizedik helyen végeztek, a 2008-as szabálymódosítás értelmében csak az első kilenc helyezett jutott tovább. A tizedik továbbjutóról a háttér zsűri döntött, akik a tizenharmadik helyen végzett Horvátországot juttatták tovább, így Szerbia első alkalommal nem volt résztvevője a döntőnek. A következő három évben sikerült a továbbjutás, sőt 2012-ben dobogós helyen végeztek Željko Joksimović-csal. 2013-ban az elődöntőben tizenegyedik helyen végezve kiestek. Összesen hét ponttal maradtak le a biztos továbbjutást jelentő tizedik helyről. 2014-ben financiális problémákra hivatkozva elutasították a részvételt a dalversenyen. Egy év kihagyás után 2015-ben tértek vissza, és a döntőben tizedik helyen végeztek. 2016-ban tizennyolcadikak lettek, a következő évben azonban nem sikerült továbbjutniuk. 2018-ban ismét ott voltak a döntőben, ahol tizenkilencedik, majd egy év múlva egy helyet javítva, tizennyolcadik helyen zárták a versenyt.
2020-ban a Hurricane képviselte volna az országot, azonban március 18-án az Európai Műsorsugárzók Uniója bejelentette, hogy 2020-ban nem tudják megrendezni a versenyt a COVID–19-koronavírus-világjárvány miatt. A szerb műsorsugárzó jóvoltából végül újabb lehetőséget kaptak az ország képviseletére a következő évben. 2021-ben ismét sikeresen továbbjutottak a döntőbe, ahol tizenötödik helyen végeztek. 2022-ben a siker folytatódott, amikor az országot képviselő Konstrakta ötödik helyen végzett. In corpore sano című dala az eddigi legtöbb pontot összegyűjtött szerb versenydal a dalfesztiválon. 2023-ban huszonnegyedikek lettek. 2024-ben Teya Dora képviselte az országot, aki a döntőben tizenhetedik helyezettként végzett. 2025-ben nem jutottak tovább a döntőbe.

### Nyelvhasználat
A nyelvhasználatot korlátozó szabály 1999-ig volt érvényben, vagyis Szerbia 2007-es debütálásakor már szabadon megválaszthatták az indulók, hogy milyen nyelvű dallal neveznek.
Szerbia eddigi tizenhat versenydalából tizenegy szerb nyelven, három angol nyelven, két kevert nyelven: egy szerb és angol, egy pedig szerb és Latin nyelven hangzott el, emellett tartalmazott egy mondatot mesterséges nyelven is.
2010-ben és 2019-ben szinte teljes egészében szerb nyelven hangzott el daluk, azonban a dalszöveg tartalmazott többször ismétlődött angol mondatokat is, 2018-as daluk tartalmazott egy-egy mondatot és kifejezést torlaki dialektusban. 2021-es daluk a spanyol nyelvű cím ellenére a dal szinte teljes egészében szerb nyelven hangzott el, de tartalmazott néhány szót angol nyelven, a loco loco spanyol kifejezés azonban többször ismétlődött a szövegben. 2022-es versenydaluk volt az első dal a dalfesztivál történelmében, amely tartalmazott latin nyelvű részleteket.

### Nemzeti döntő

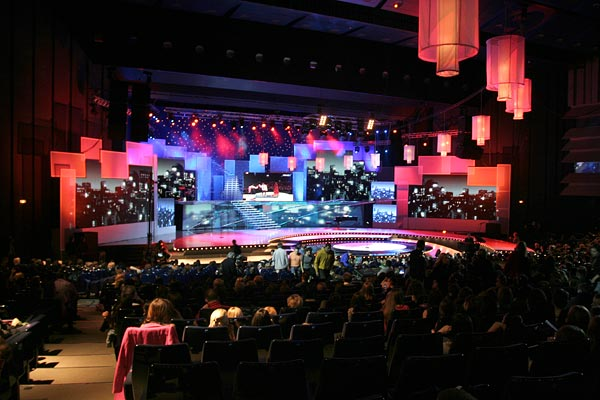
A 2008-as nemzeti döntő színpada.

Szerbia nemzeti válogatója eleinte a Beovizija nevet viselte amely egy elődöntőből és egy döntőből állt, és az ország debütálása óta egészen 2009-ig rendezték meg.
2010 volt az első alkalom, hogy szakítottak a Beovizija hagyományával, ugyanis egy szűkebb körű nemzeti döntő keretében, három előadó részvételével választották ki Milan Stankovićot. 2012-ben először döntöttek belső kiválasztás mellett. A következő évben egy újfajta műsorral választottak indulót, ahol visszatért az elődöntős rendszer. 2014-ben Szerbia visszalépett a versenytől és nem rendezte meg egyik addig használt műsorát. 2015-ös visszatérésekkor egy újabb formátumot választottak, először egy meghallgatást rendeztek tíz résztvevővel, akik feldolgozásokat énekeltek. Közülük egy valaki jutott tovább a háromfős döntőbe. A döntő két adásból állt, előbbi egy bemutatkozó program volt, ahol feldolgozásokat énekeltek az előadók, utóbbinál pedig saját versenydalukat. A következő két évben a szerb televízió ismét belső kiválasztással jelölte ki az ország indulóit.
2018 és 2020 között újra megrendezték a Beovizija elnevezésű dalválasztó műsort, ezúttal kiterjesztve két elődöntőre és egy döntőre, a 2021-es év kihagyásával, amikor a 2020-as képviselőjük új lehetőséget kapott a műsorszolgáltatótól, miután elmaradt a verseny a Covid19-pandémia miatt. 2022-ben tulajdonképpen ugyanez a műsor folytatódott, csak különböző jogviták miatt már a Pesma za Evroviziju név alatt.

## Résztvevők

### Jugoszláviarészeként
Az alábbi táblázat tartalmazza azokat a szerb dalokat, melyek Jugoszlávia színeiben vettek részt az Eurovíziós Dalfesztiválokon.
| Év   | Előadó            | Dal                     | Magyar fordítás                | Döntő | Pontszám |
| ---- | ----------------- | ----------------------- | ------------------------------ | ----- | -------- |
| 1961 | Ljiljana Petrović | Neke davne zvezde       | Néhány távoli csillag          | 8.    | 9        |
| 1962 | Lola Novaković    | Ne pali svetla u sumrak | Ne kapcsolj lámpát alkonyatkor | 4.    | 10       |
| 1974 | Korni grupa       | Generacija '42          | A '42-es nemzedék              | 12.   | 6        |
| 1982 | Aska              | Halo, Halo              | Halló, Halló                   | 14.   | 21       |
| 1991 | Baby Doll         | Brazil                  | Brazília                       | 21.   | 1        |
| 1992 | Extra Nena        | Ljubim te pesmama       | Dalaimmal csókollak            | 13.   | 44       |

### Szerbia és Montenegrórészeként
Az alábbi táblázat tartalmazza azt a szerb dalt, mely Szerbia és Montenegró színeiben vett részt az Eurovíziós Dalfesztiválon.
| Év   | Előadó                                   | Dal       | Magyar fordítás | Döntő | Pontszám | Elődöntő | Pontszám |
| ---- | ---------------------------------------- | --------- | --------------- | ----- | -------- | -------- | -------- |
| 2004 | Željko Joksimović és az Ad Hoc Orchestra | Lane moje | Kedvesem        | 2.    | 263      | 1.       | 263      |

### Szerbiaként
Az alábbi táblázat tartalmazza a független Szerbia indulóit.
| Év   | Előadó                         | Dal               | Magyar fordítás         | Döntő                   | Pontszám                | Elődöntő             | Pontszám             |
| ---- | ------------------------------ | ----------------- | ----------------------- | ----------------------- | ----------------------- | -------------------- | -------------------- |
| 2007 | Marija Šerifović               | Molitva           | Imádság                 | 1.                      | 268                     | 1.                   | 298                  |
| 2008 | Jelena Tomašević és Bora Dugić | Oro               | Kóló                    | 6.                      | 160                     | Automatikusan döntős | Automatikusan döntős |
| 2009 | Marko Kon és Milaan            | Cipela            | Cipő                    | Nem jutott be a döntőbe | Nem jutott be a döntőbe | 10.                  | 60                   |
| 2010 | Milan Stanković                | Ovo je Balkan     | Ez a Balkán             | 13.                     | 72                      | 5.                   | 79                   |
| 2011 | Nina                           | Čaroban           | Csodás                  | 14.                     | 85                      | 8.                   | 67                   |
| 2012 | Željko Joksimović              | Nije ljubav stvar | A szerelem nem tárgy    | 3.                      | 214                     | 2.                   | 159                  |
| 2013 | Moje 3                         | Ljubav je svuda   | Szerelem mindenhol      | Nem jutott be a döntőbe | Nem jutott be a döntőbe | 11.                  | 46                   |
|      |                                |                   |                         |                         |                         |                      |                      |
| 2015 | Bojana Stamenov                | Beauty Never Lies | A szépség sosem hazudik | 10.                     | 53                      | 9.                   | 63                   |
| 2016 | ZAA Sanja Vučić                | Goodbye (Shelter) | Viszlát (Menedék)       | 18.                     | 115                     | 10.                  | 105                  |
| 2017 | Tijana Bogićević               | In Too Deep       | Túl mélyen              | Nem jutott be a döntőbe | Nem jutott be a döntőbe | 11.                  | 98                   |
| 2018 | Sanja Ilić & Balkanika         | Nova deca         | Új gyerekek             | 19.                     | 113                     | 9.                   | 117                  |
| 2019 | Nevena Božović                 | Kruna             | Korona                  | 18.                     | 89                      | 7.                   | 156                  |
| 2020 | Hurricane                      | Hasta la vista    | Viszlát                 | Elmaradt a verseny      | Elmaradt a verseny      | Elmaradt a verseny   | Elmaradt a verseny   |
| 2021 | Hurricane                      | Loco Loco         | Őrült őrült             | 15.                     | 102                     | 8.                   | 124                  |
| 2022 | Konstrakta                     | In corpore sano   | Ép testben              | 5.                      | 312                     | 3.                   | 237                  |
| 2023 | Luke Black                     | Samo mi se spava  | Csak álmos vagyok       | 24.                     | 30                      | 10.                  | 37                   |
| 2024 | Teya Dora                      | Ramonda           | –                       | 17.                     | 54                      | 10.                  | 47                   |
| 2025 | Princ                          | Mila              | Kedves                  | Nem jutott be a döntőbe | Nem jutott be a döntőbe | 14.                  | 28                   |
| 2026 |                                |                   |                         |                         |                         |                      |                      |

## Szavazástörténet

### 2007–2025
| Hely | Ország          | Pont |
| ---- | --------------- | ---- |
| 1.   | Észak-Macedónia | 98   |
| 2.   | Horvátország    | 96   |
| 3.   | Magyarország    | 88   |
| 4.   | Montenegró      | 88   |
| 5.   | Szlovénia       | 69   |
| 6.   | Görögország     | 63   |
| 7.   | Bulgária        | 56   |
| 8.   | Svédország      | 48   |
| 9.   | Moldova         | 48   |
| 10.  | Finnország      | 47   |

| Hely | Ország          | Pont |
| ---- | --------------- | ---- |
| 1.   | Észak-Macedónia | 92   |
| 2.   | Montenegró      | 84   |
| 3.   | Szlovénia       | 84   |
| 4.   | Franciaország   | 80   |
| 5.   | Horvátország    | 78   |
| 6.   | Svájc           | 67   |
| 7.   | Ausztria        | 47   |
| 8.   | Németország     | 45   |
| 9.   | San Marino      | 43   |
| 10.  | Ciprus          | 41   |

Szerbia még sosem adott pontot az elődöntőben a következő országoknak: Andorra és Törökország.
Szerbia még sosem kapott pontot az elődöntőben a következő országoktól: TörökországtólAndorra és Törökország.
| Hely | Ország              | Pont |
| ---- | ------------------- | ---- |
| 1.   | Olaszország         | 96   |
| 2.   | Svédország          | 84   |
| 3.   | Oroszország         | 73   |
| 4.   | Ukrajna             | 71   |
| 5.   | Franciaország       | 69   |
| 6.   | Magyarország        | 68   |
| 7.   | Görögország         | 66   |
| 8.   | Bosznia-Hercegovina | 61   |
| 9.   | Szlovénia           | 60   |
| 10.  | Izrael              | 54   |

| Hely | Ország              | Pont |
| ---- | ------------------- | ---- |
| 1.   | Horvátország        | 157  |
| 2.   | Észak-Macedónia     | 150  |
| 3.   | Szlovénia           | 144  |
| 4.   | Montenegró          | 138  |
| 5.   | Svájc               | 116  |
| 6.   | Bosznia-Hercegovina | 76   |
| 7.   | Ausztria            | 65   |
| 8.   | Bulgária            | 49   |
| 9.   | Svédország          | 46   |
| 10.  | Franciaország       | 45   |

Szerbia még sosem adott pontot a döntőben a következő országoknak: Grúzia, Írország, Lengyelország és Luxemburg.
Szerbia még sosem kapott pontot a döntőben a következő országoktól: Andorra, Luxemburg és Törökország.

## Rendezések

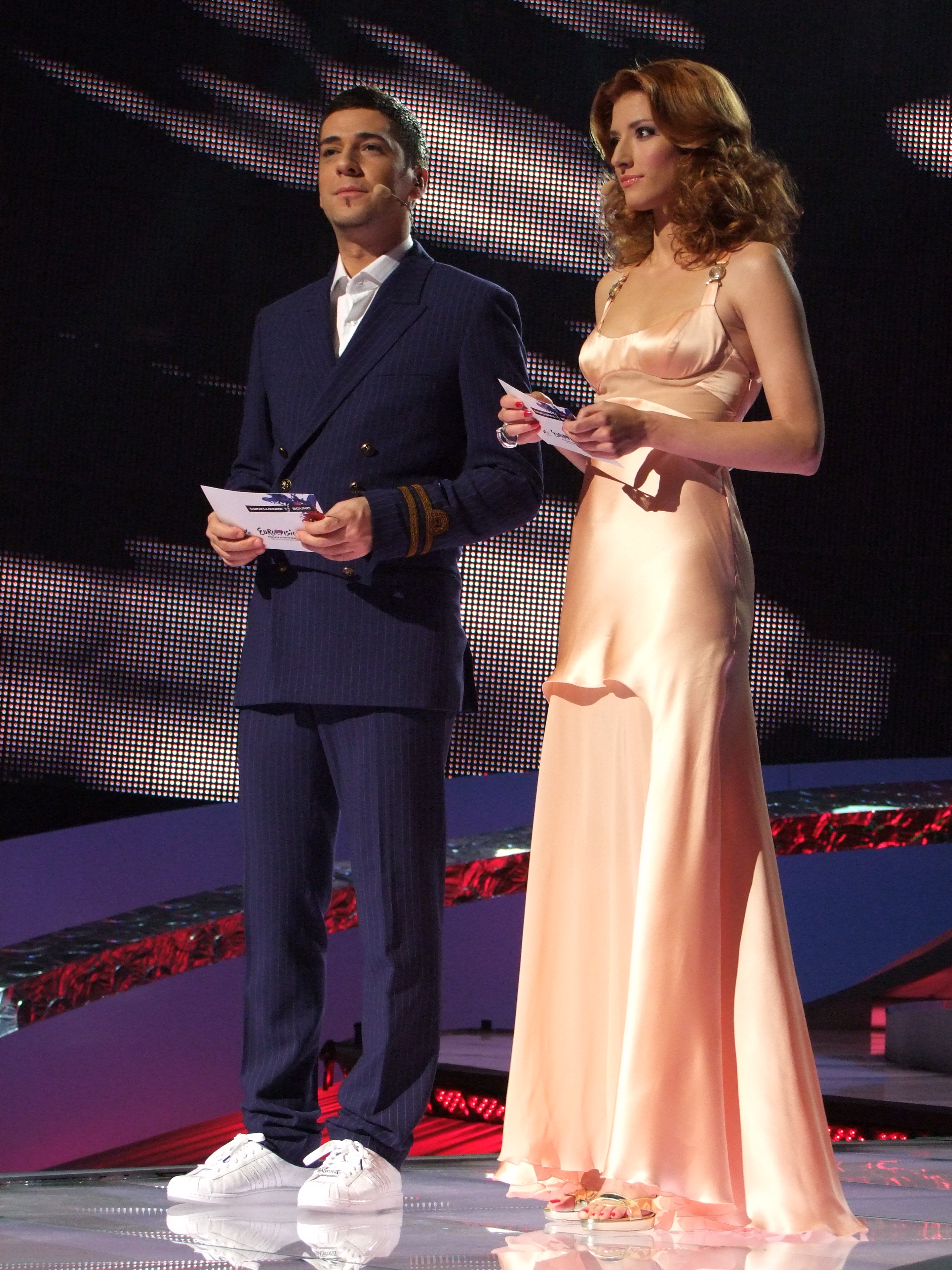
A 2008-as verseny műsorvezetői.

Szerbia eddig egyszer rendezte a dalversenyt, győzelmüket követő évben, 2008-ban Belgrádban.
Belgrád Arénában tartották az eseményt, amelynek kapacitása körülbelül 25 000 néző befogadására volt alkalmas. Ettől az évtől kezdve két elődöntőt rendeztek, 2008. május 20-án és 22-én, a döntőre pedig május 24-én került sor.
Az est házigazdái Jovana Janković és Željko Joksimović voltak. Utóbbi 2004-ben Szerbia és Montenegrót, majd 2012-ben Szerbiát képviselte.
Az esemény mottója a Confluence of sound (magyarul: A hang összefolyása), amely utalt a Száva és a Duna találkozásánál fekvő házigazda Belgrádra - ezt tükrözte lógóban megjelenő g-kulcs. Érdekesség, hogy eredetileg más logót választottak a versenynek, de a közönség negatív véleménye után lecserélték.
A belgrádi versenyen összesen 43 ország vett részt, beleértve az debütáló Azerbajdzsánt és San Marinót. Ausztria azonban visszalépett a versenyzéstől. Ez volt a dalfesztivál történetének legnagyobb számú mezőnye. Azóta 2011-ben és 2018-ban volt erre példa.
| Év   | Város   | Helyszín      | Műsorvezető(k)                     | Résztvevők |
| ---- | ------- | ------------- | ---------------------------------- | ---------- |
| 2008 | Belgrád | Belgrád Aréna | Jovana Janković, Željko Joksimović | 43         |

## Háttér
| Év   | Rendező    | Kommentátor                                                                                 | Pontbejelentő     |
| ---- | ---------- | ------------------------------------------------------------------------------------------- | ----------------- |
| 2007 | Helsinki   | Duška Vučinić                                                                               | Maja Nikolić      |
| 2008 | Belgrád    | Dragan Ilić és Mladen Popović                                                               | Dušica Spasić     |
| 2009 | Moszkva    | Dragan Ilić (első elődöntő) Duška Vučinić (második elődöntő, döntő)                         | Jovana Janković   |
| 2010 | Oslo       | Duška Vučinić (első elődöntő, döntő) Dragan Ilić (második elődöntő)                         | Maja Nikolić      |
| 2011 | Düsseldorf | Marina Nikolić (első elődöntő) Dragan Ilić (második elődöntő) Duška Vučinić (döntő)         | Dušica Spasić     |
| 2012 | Baku       | Dragan Ilić (első elődöntő) Duška Vučinić (második elődöntő, döntő)                         | Maja Nikolić      |
| 2013 | Malmö      | Duška Vučinić (első elődöntő) Marina Nikolić (második elődöntő) Silvana Grujić (döntő)      | Maja Nikolić      |
| 2014 | Koppenhága | Dragan Ilić (döntő) Silvana Grujić (összes adás)                                            | Nem vettek részt  |
| 2015 | Bécs       | Duška Vučinić (első elődöntő, döntő) Silvana Grujić (második elődöntő)                      | Maja Nikolić      |
| 2016 | Stockholm  | Dragan Ilić (első elődöntő) Duška Vučinić (második elődöntő, döntő)                         | Dragana Kosjerina |
| 2017 | Kijev      | Dragan Ilić és Olga Kapor (első elődöntő) Duška Vučinić (második elődöntő, döntő)           | Sanja Vučić       |
| 2018 | Lisszabon  | Silvana Grujić és Tamara Petković (első elődöntő) Duška Vučinić (második elődöntő, döntő)   | Dragana Kosjerina |
| 2019 | Tel-Aviv   | Duška Vučinić (első elődöntő, döntő) Tamara Petković és Katarina Epštajn (második elődöntő) | Dragana Kosjerina |
| 2021 | Rotterdam  | Duška Vučinić                                                                               | Dragana Kosjerina |
| 2022 | Torino     | Silvana Grujić (első elődöntő) Duška Vučinić (második elődöntő, döntő)                      | Dragana Kosjerina |
| 2023 | Liverpool  | Duška Vučinić                                                                               | Dragana Kosjerina |
| 2024 | Malmö      | Duška Vučinić                                                                               | Konstrakta        |
| 2025 | Bázel      | Duška Vučinić                                                                               | Dragana Kosjerina |
| 2026 | Bécs       |                                                                                             |                   |

## Díjak

### Barbara Dex-díj
| Év   | Előadó          | Dal             | Eredmény az Eurovízión | Eredmény az Eurovízión | Helyszín |
| Év   | Előadó          | Dal             | Helyezés               | Pontszám               | Helyszín |
| ---- | --------------- | --------------- | ---------------------- | ---------------------- | -------- |
| 2010 | Milan Stanković | Ovo je Balkan   | 13.                    | 72                     | Oslo     |
| 2013 | Moje 3          | Ljubav je svuda | 11. (elődöntő)         | 46                     | Malmö    |

### Marcel Bezençon-díj
| Kategória     | Év   | Előadó           | Dal             | Eredmény az Eurovízión | Eredmény az Eurovízión | Helyszín |
| Kategória     | Év   | Előadó           | Dal             | Helyezés               | Pontszám               | Helyszín |
| ------------- | ---- | ---------------- | --------------- | ---------------------- | ---------------------- | -------- |
| Művészeti díj | 2007 | Marija Šerifović | Molitva         | 1.                     | 268                    | Helsinki |
| Művészeti díj | 2022 | Konstrakta       | In corpore sano | 5.                     | 312                    | Torino   |

### OGAE-szavazás
| Kategória              | Év   | Előadó           | Dal     | Eredmény az Eurovízión | Eredmény az Eurovízión | Helyszín |
| Kategória              | Év   | Előadó           | Dal     | Helyezés               | Pontszám               | Helyszín |
| ---------------------- | ---- | ---------------- | ------- | ---------------------- | ---------------------- | -------- |
| OGAE Song Contest Poll | 2007 | Marija Šerifović | Molitva | 1.                     | 268                    | Helsinki |

## Galéria

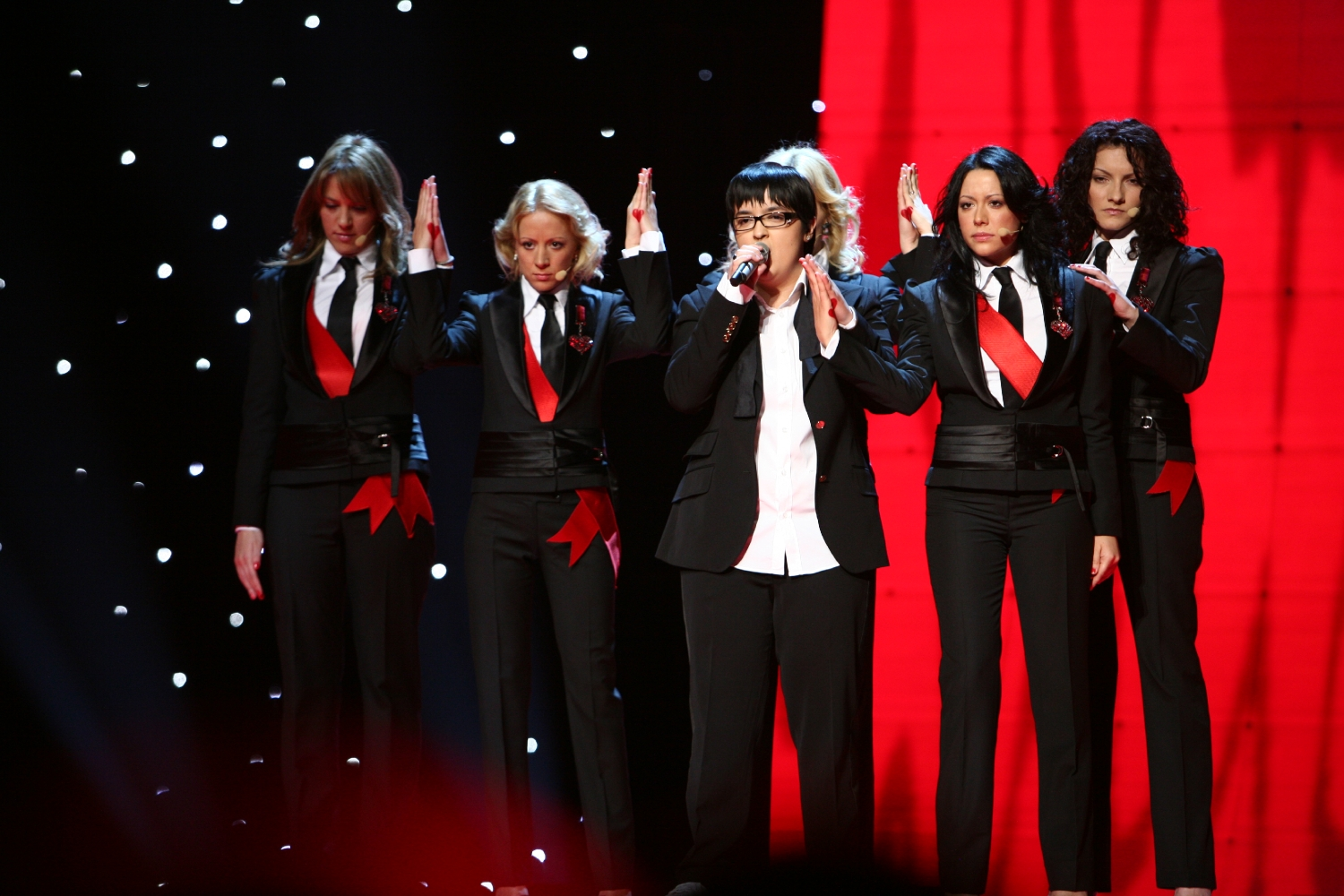
Marija Šerifović Helsinkiben (2007)
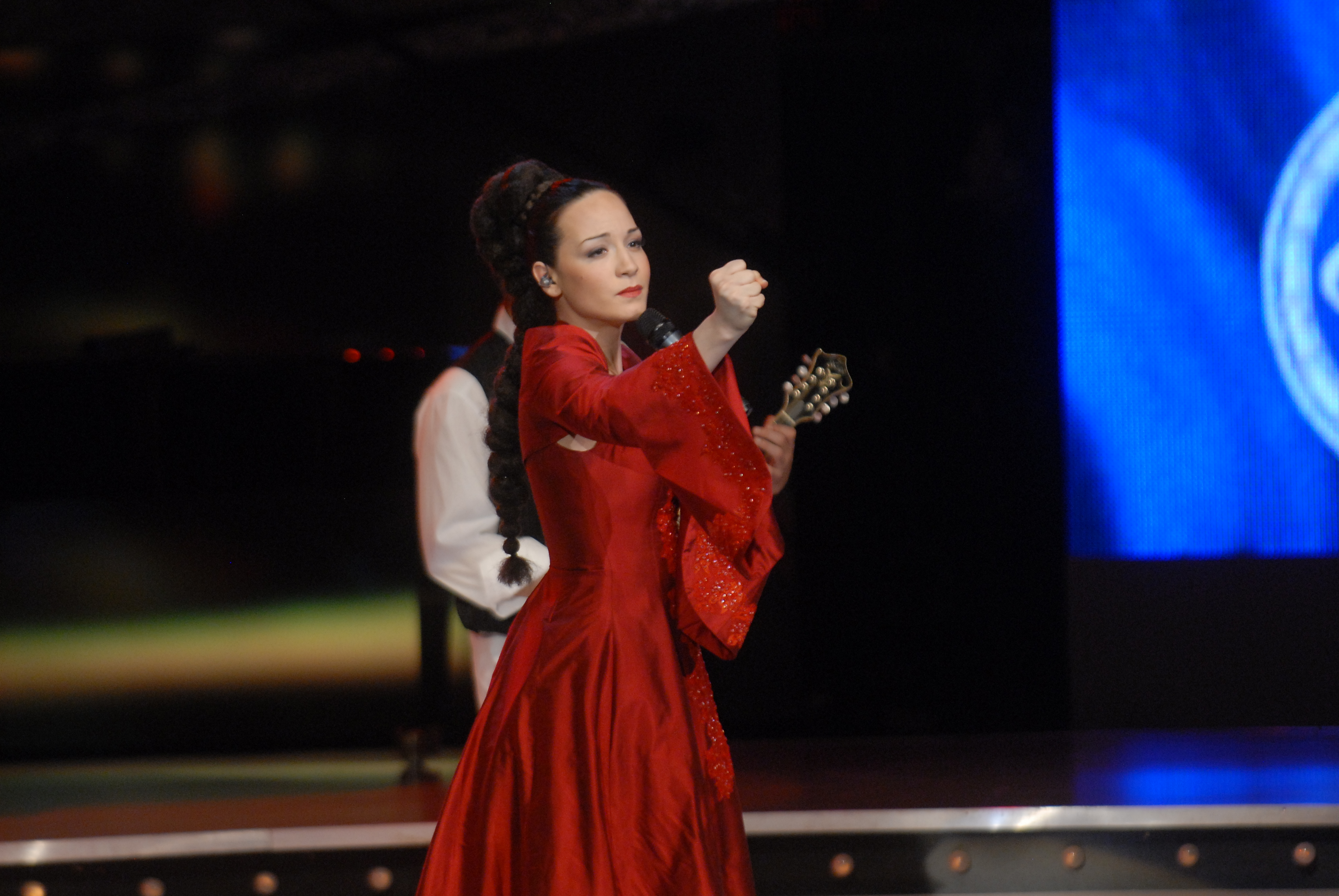
Jelena Tomašević Belgrádban (2008)
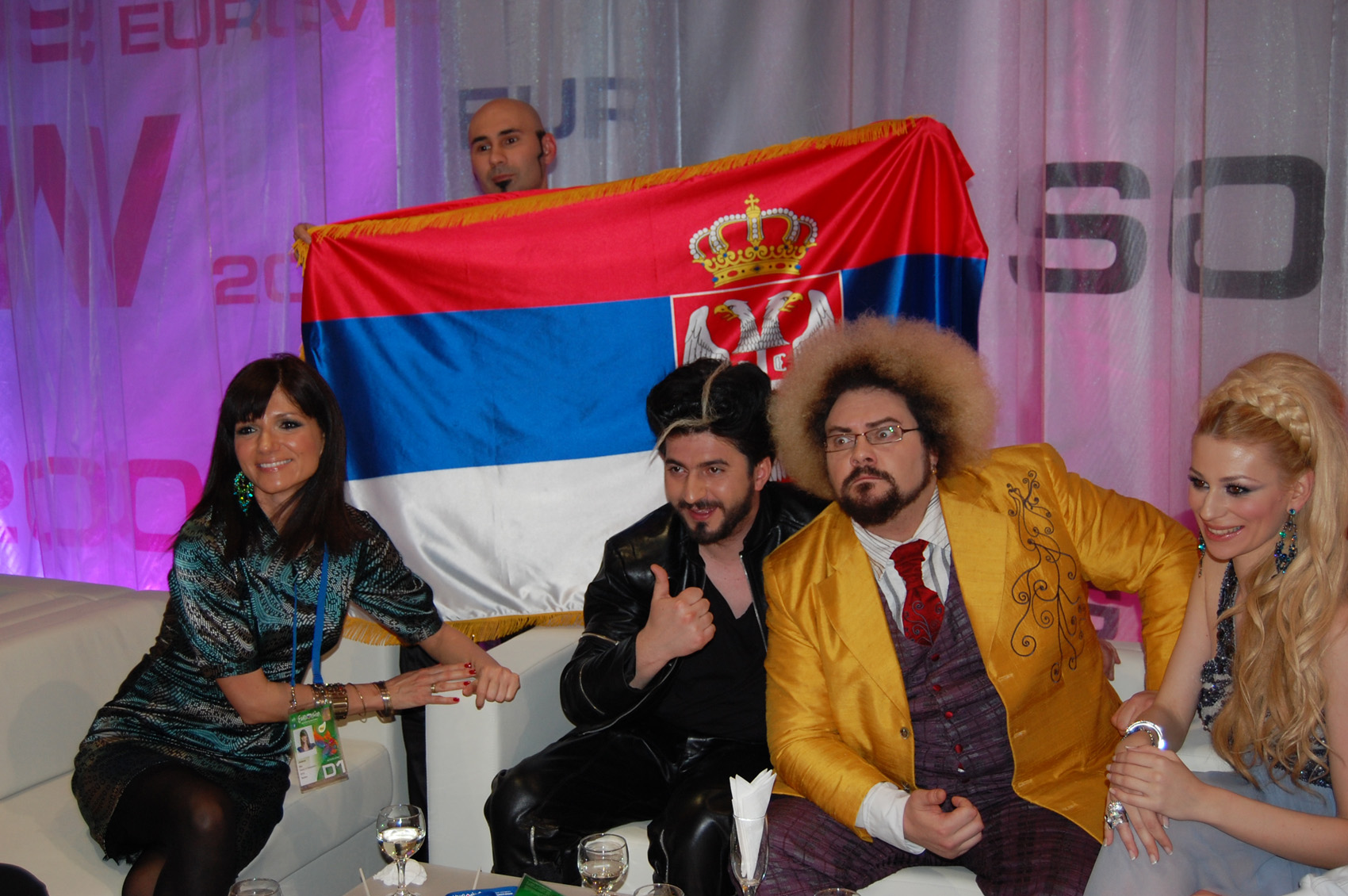
Marko Kon és Milaan Moszkvában (2009)
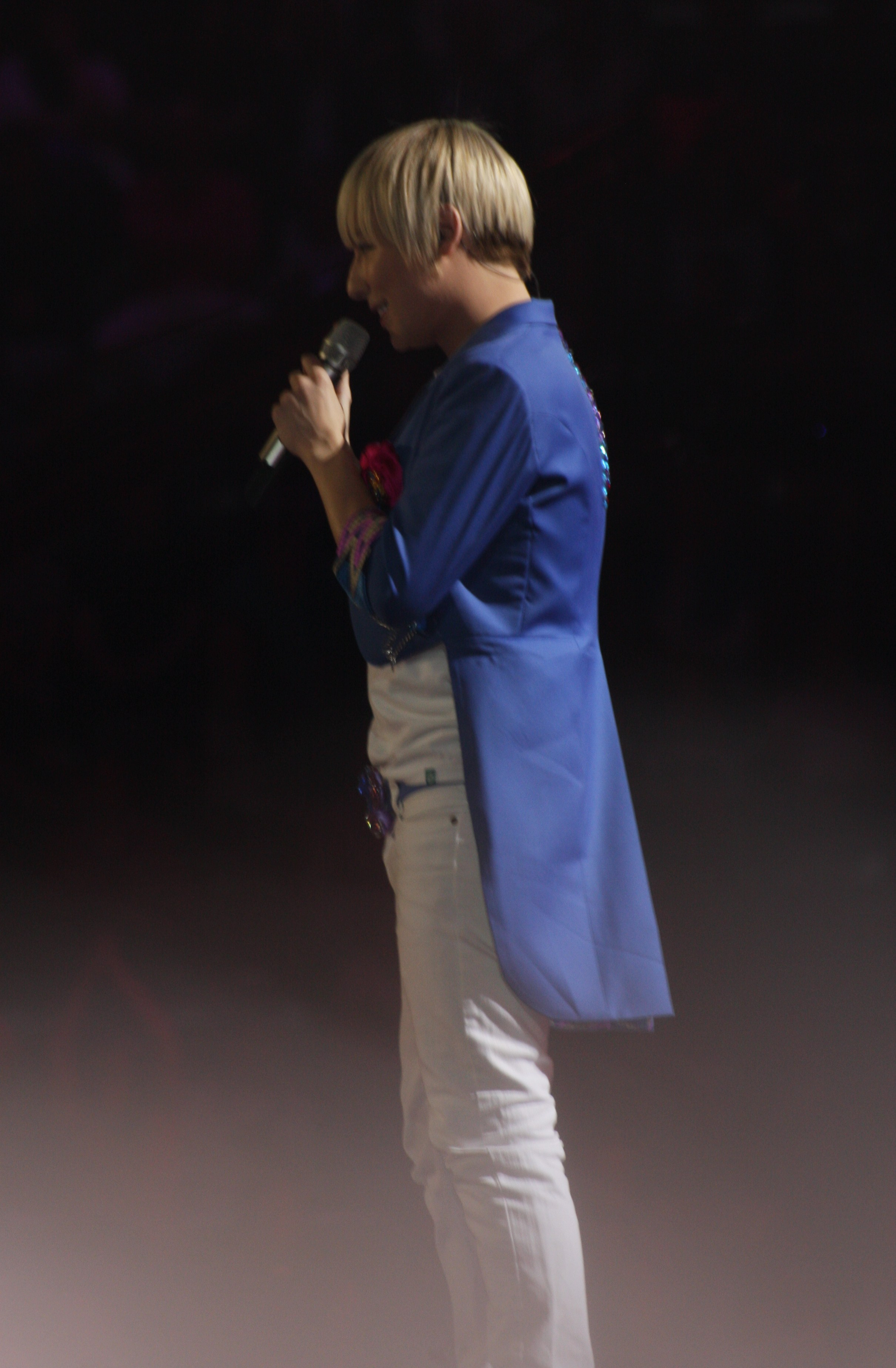
Milan Stanković Osloban (2010)
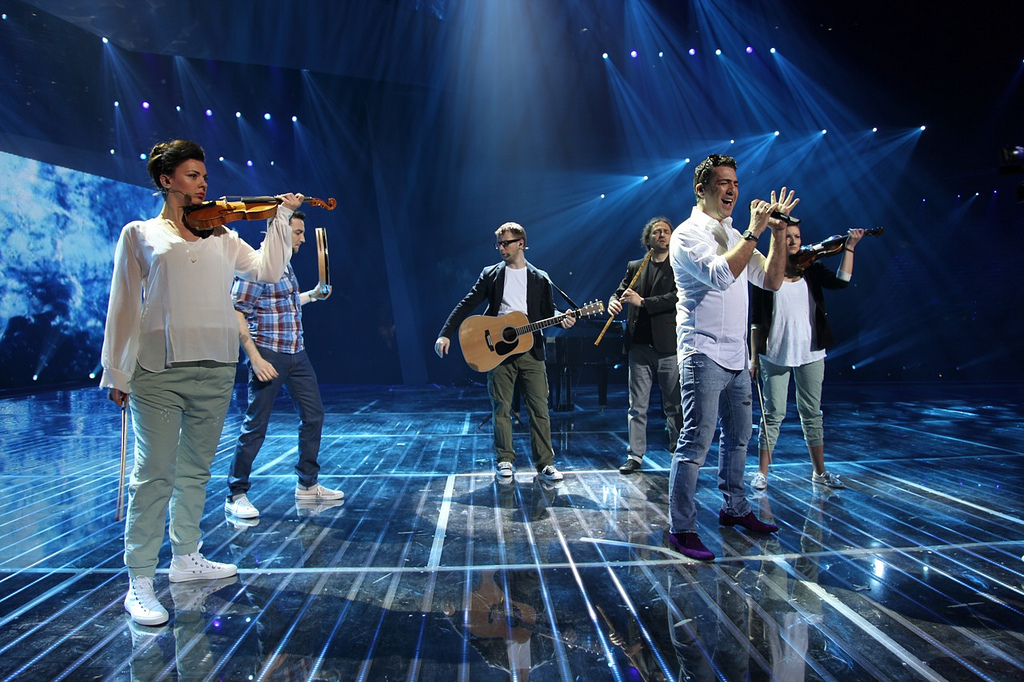
Željko Joksimović Bakuban (2012)
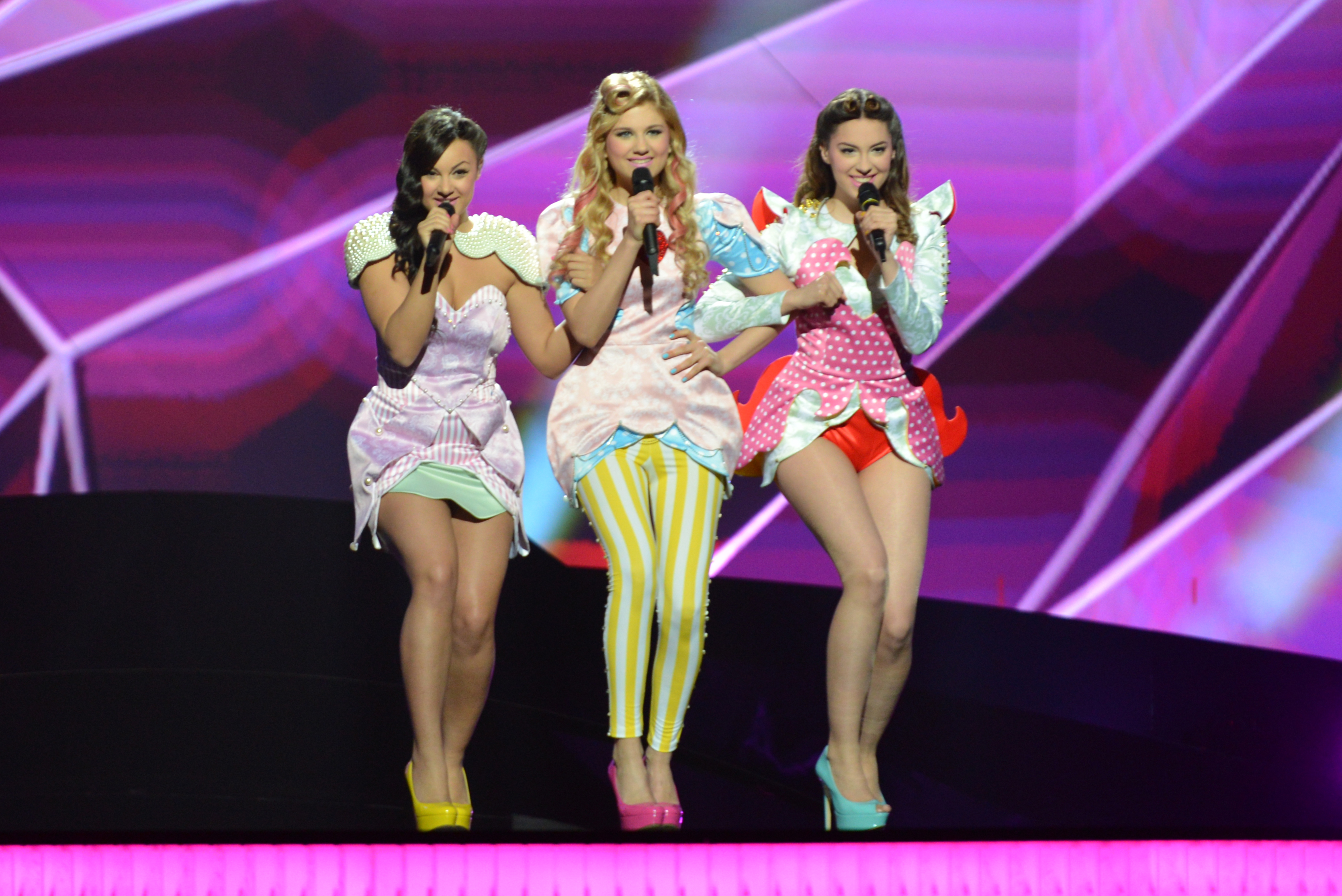
A Moje 3 Malmöben (2013)
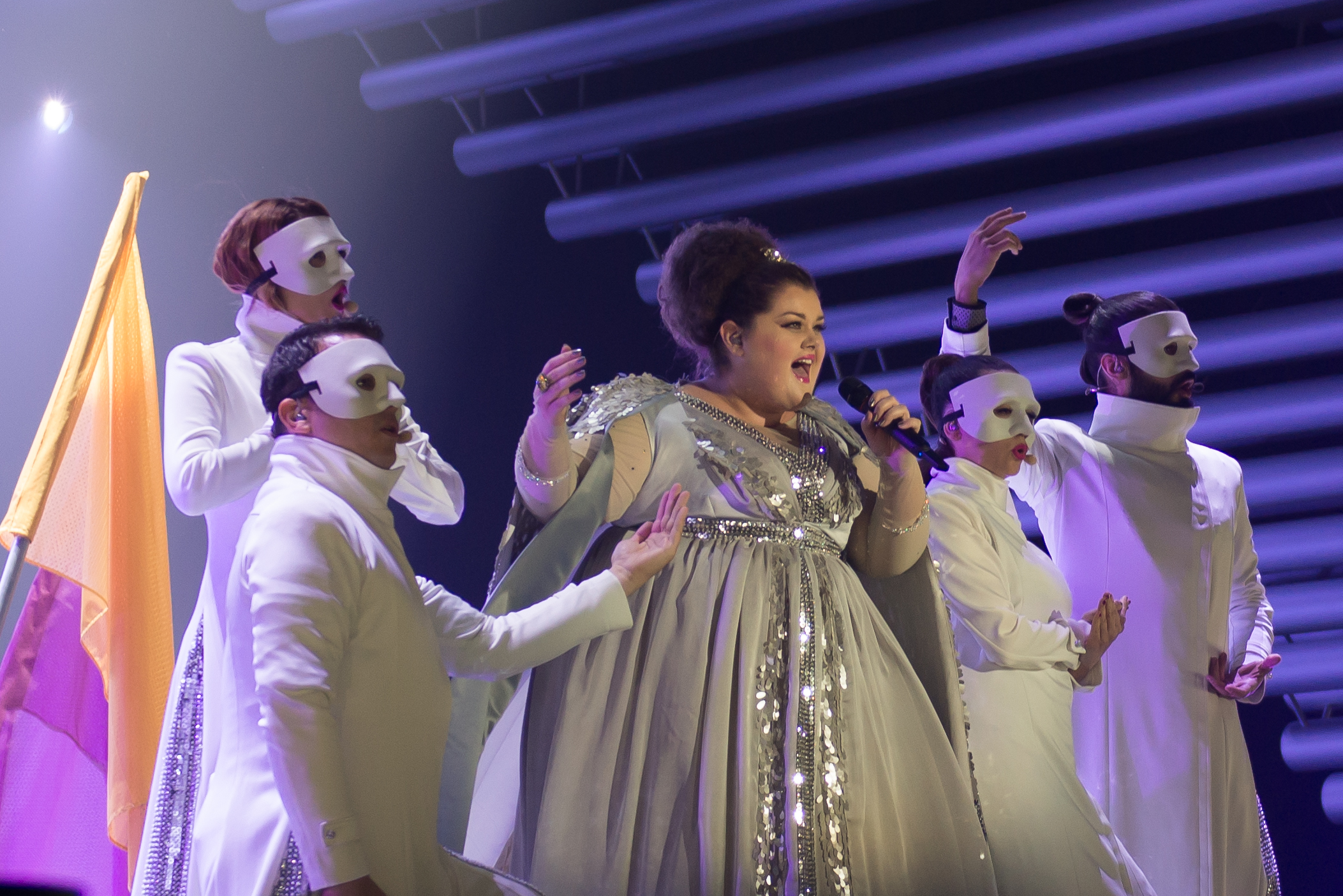
Bojana Stamenov Bécsben (2015)
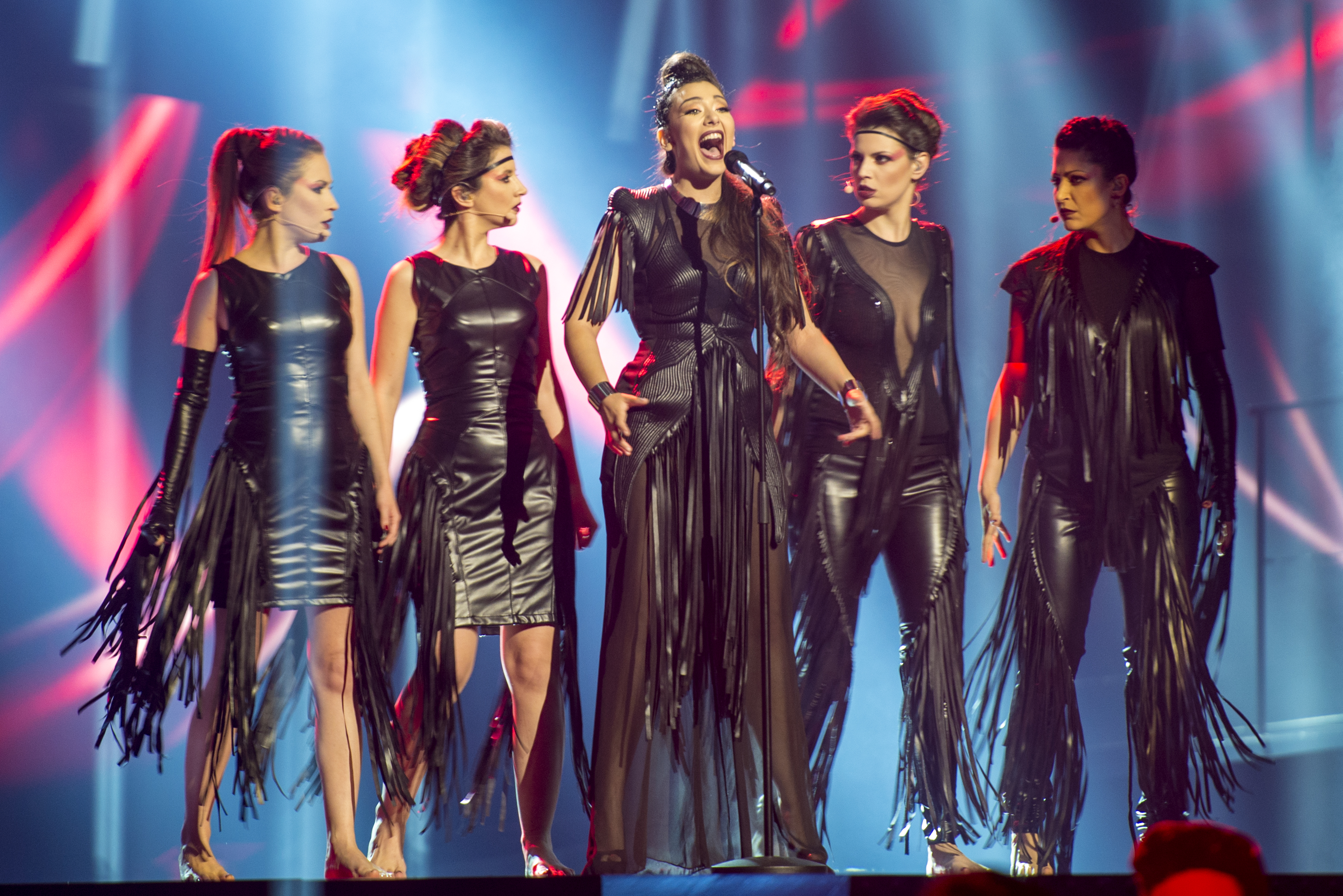
ZAA Sanja Vučić Stockholmban (2016)
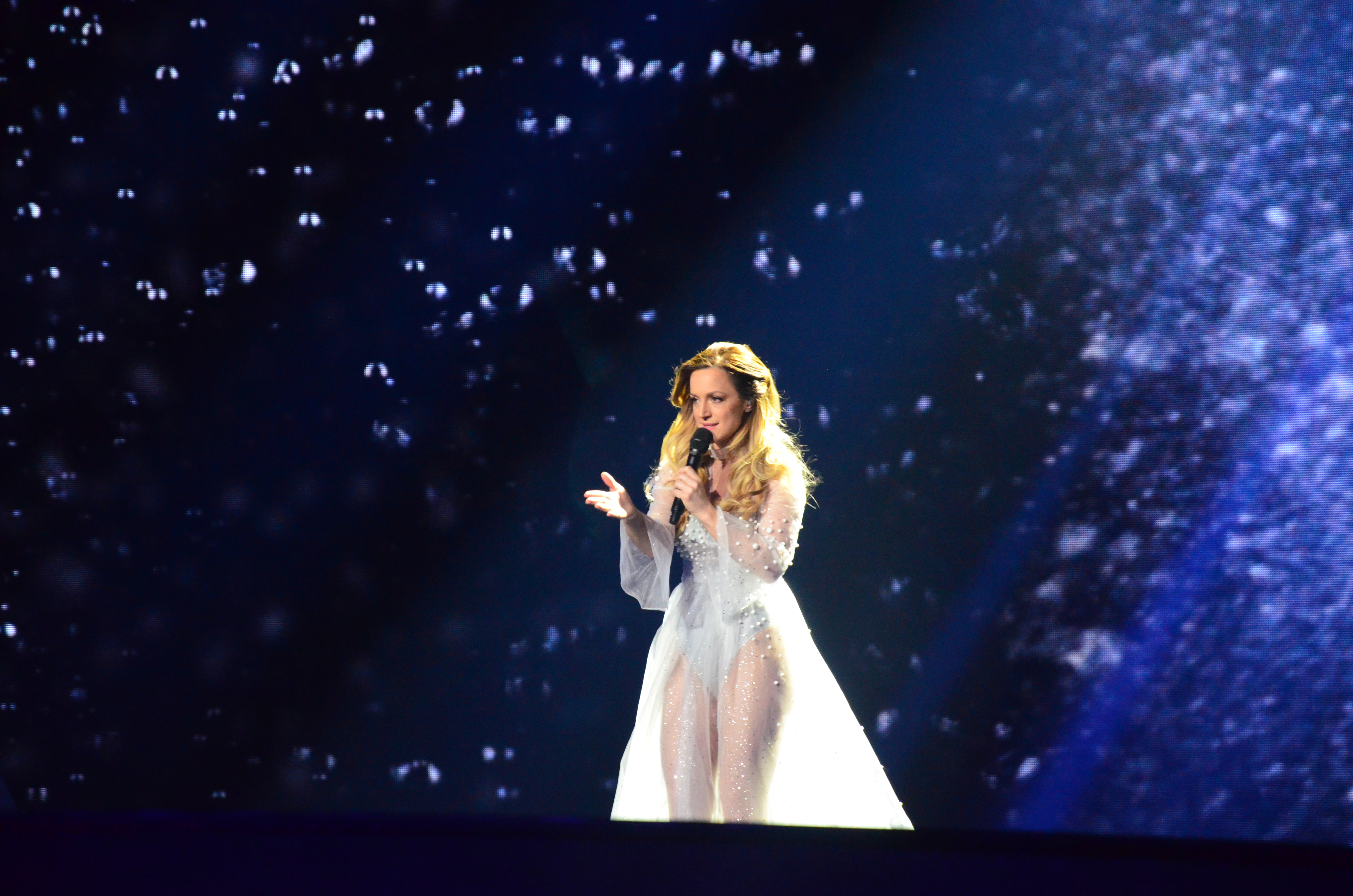
Tijana Bogićević Kijevben (2017)
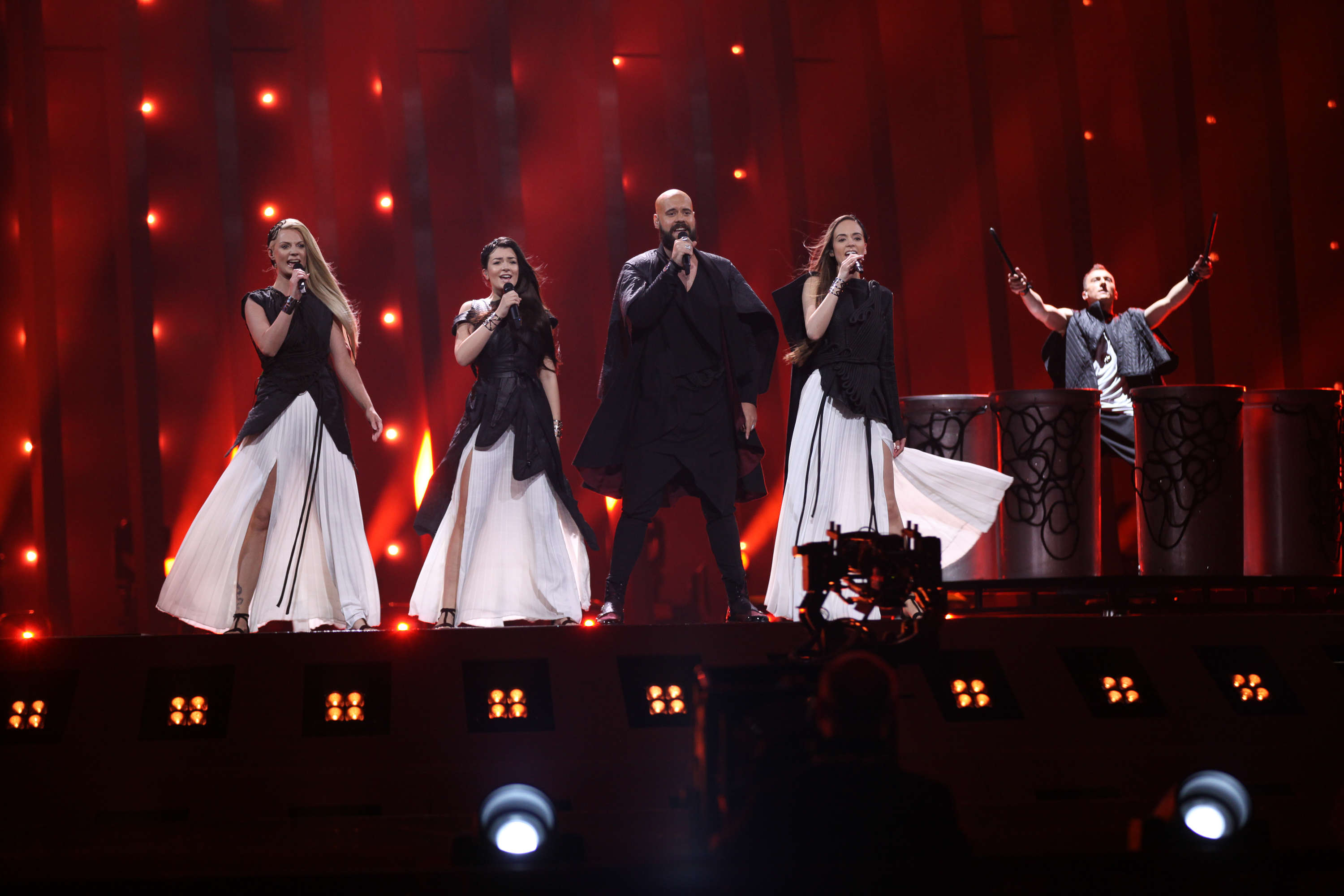
Sanja Ilić & a Balkanika Lisszabonban (2018)
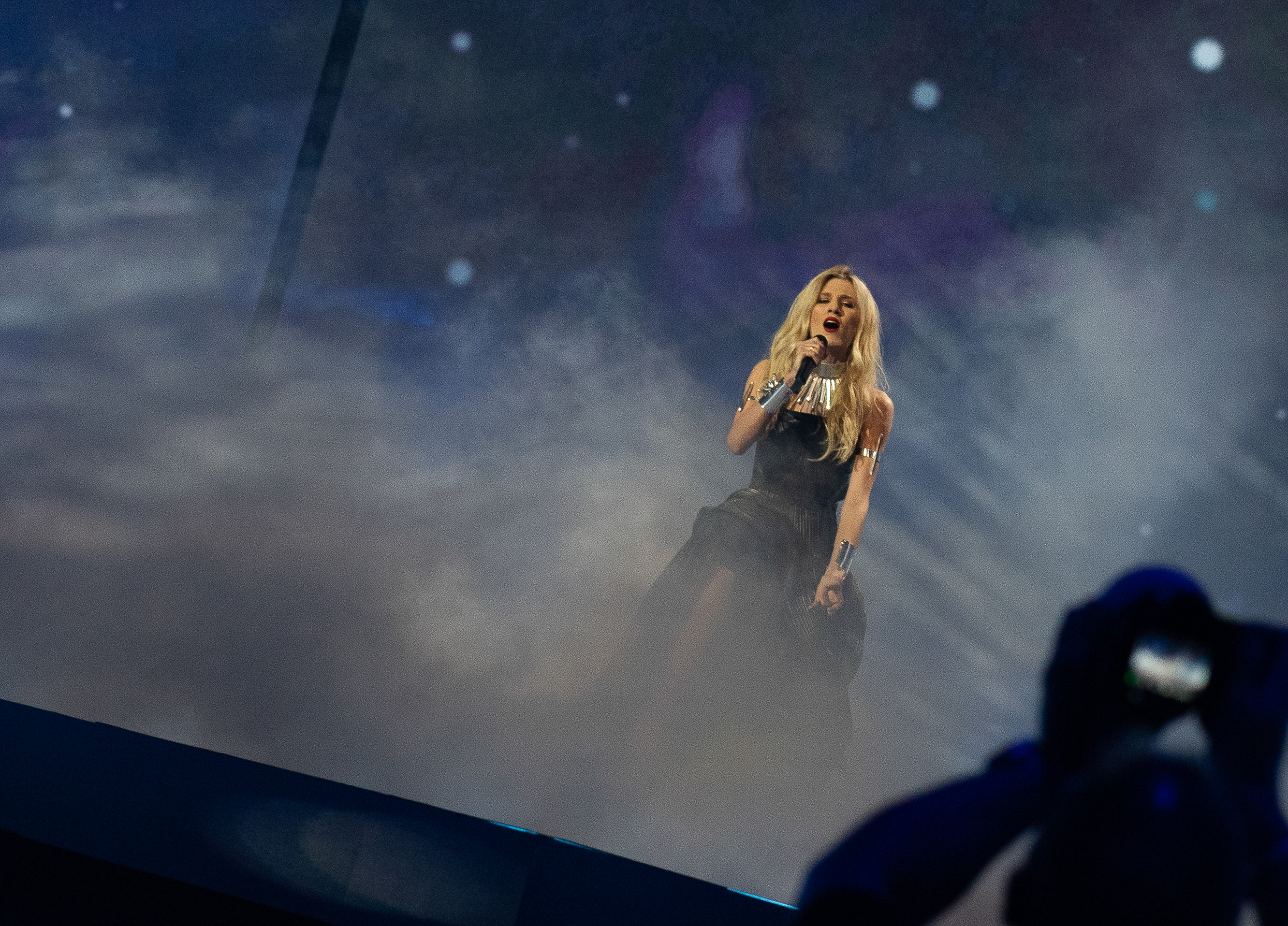
Nevena Božović Tel-Avivban (2019)
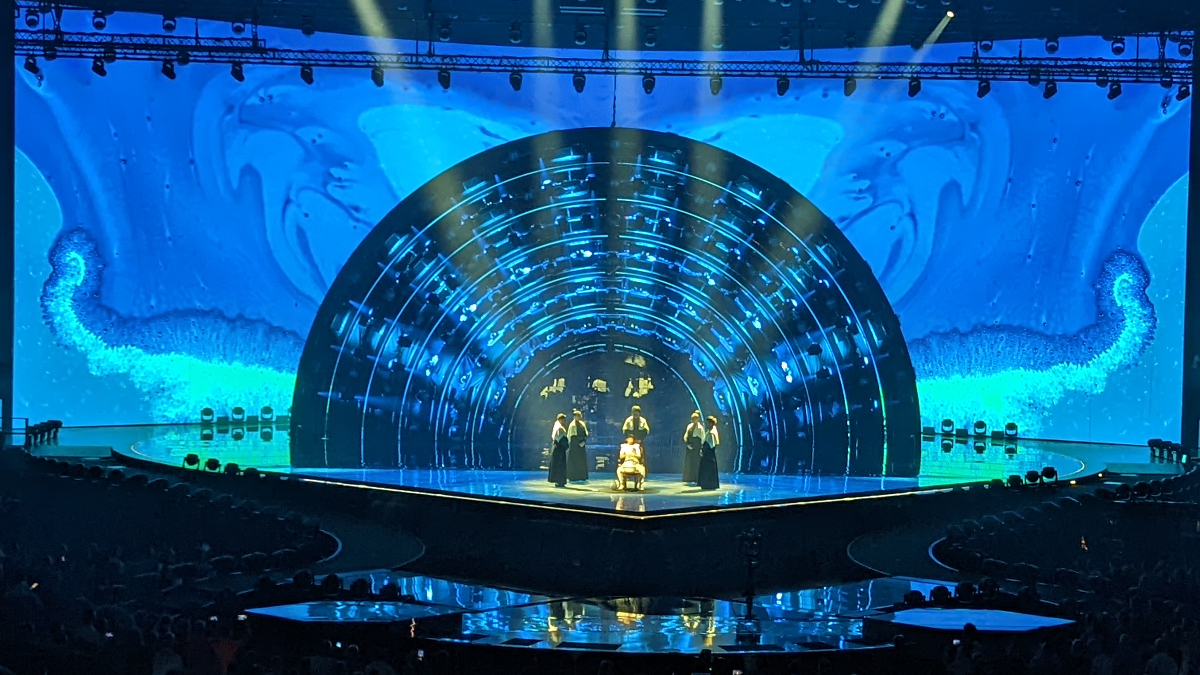
Konstrakta Torinóban (2022)
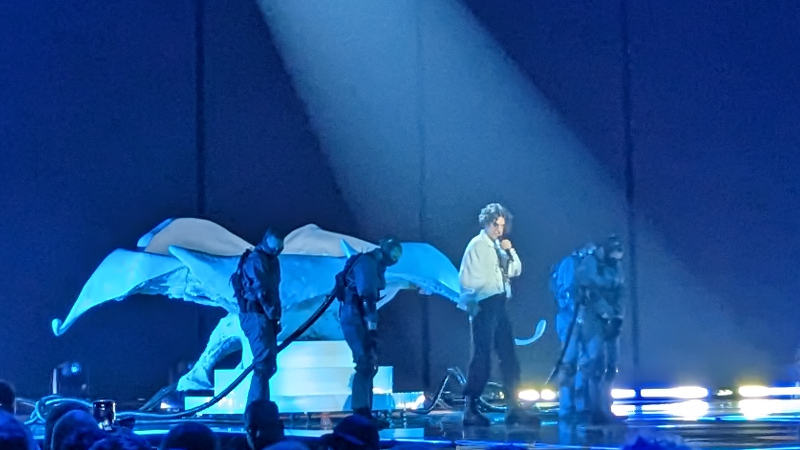
Luke Black Liverpoolban (2023)
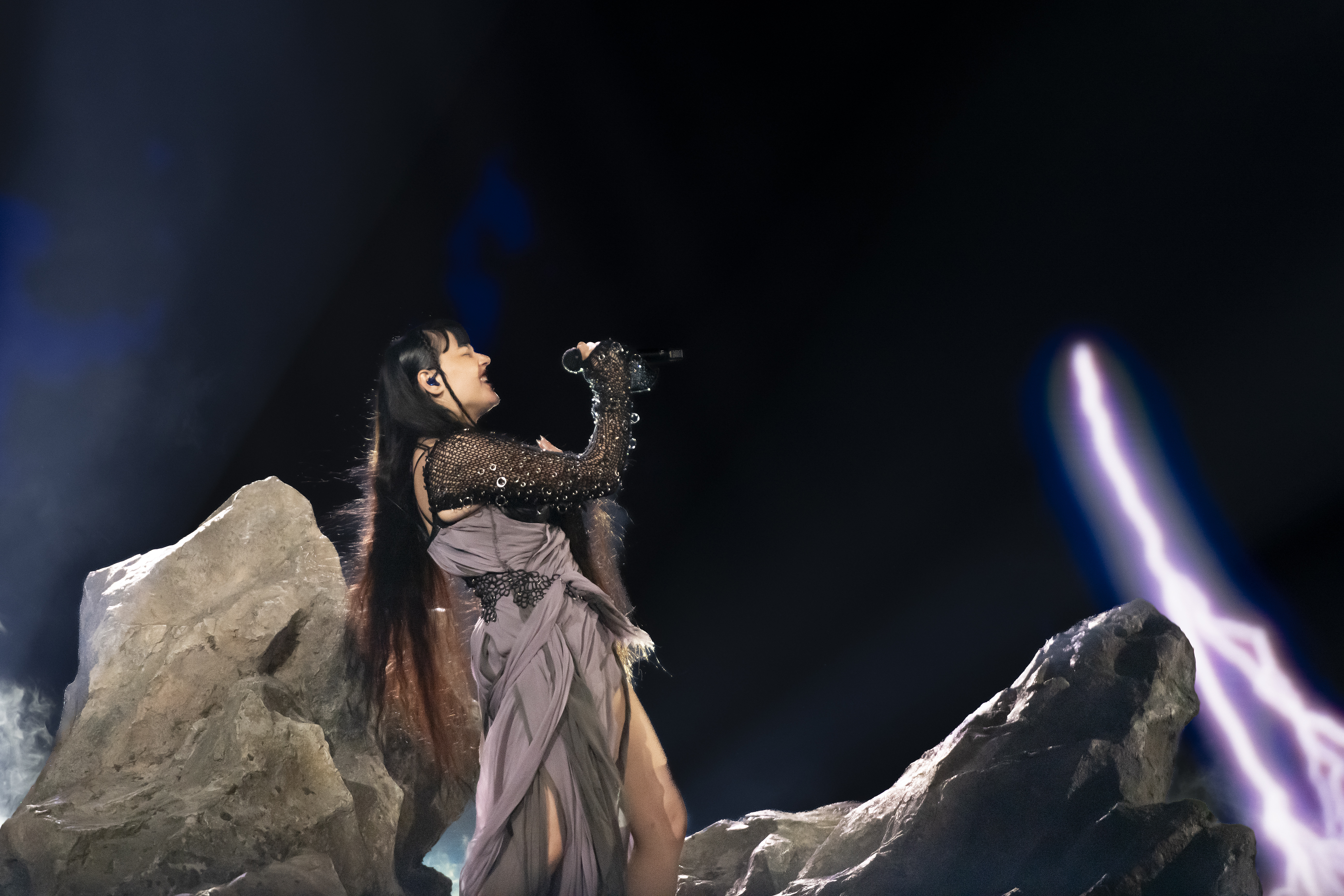
Teya Dora Malmőben (2024)
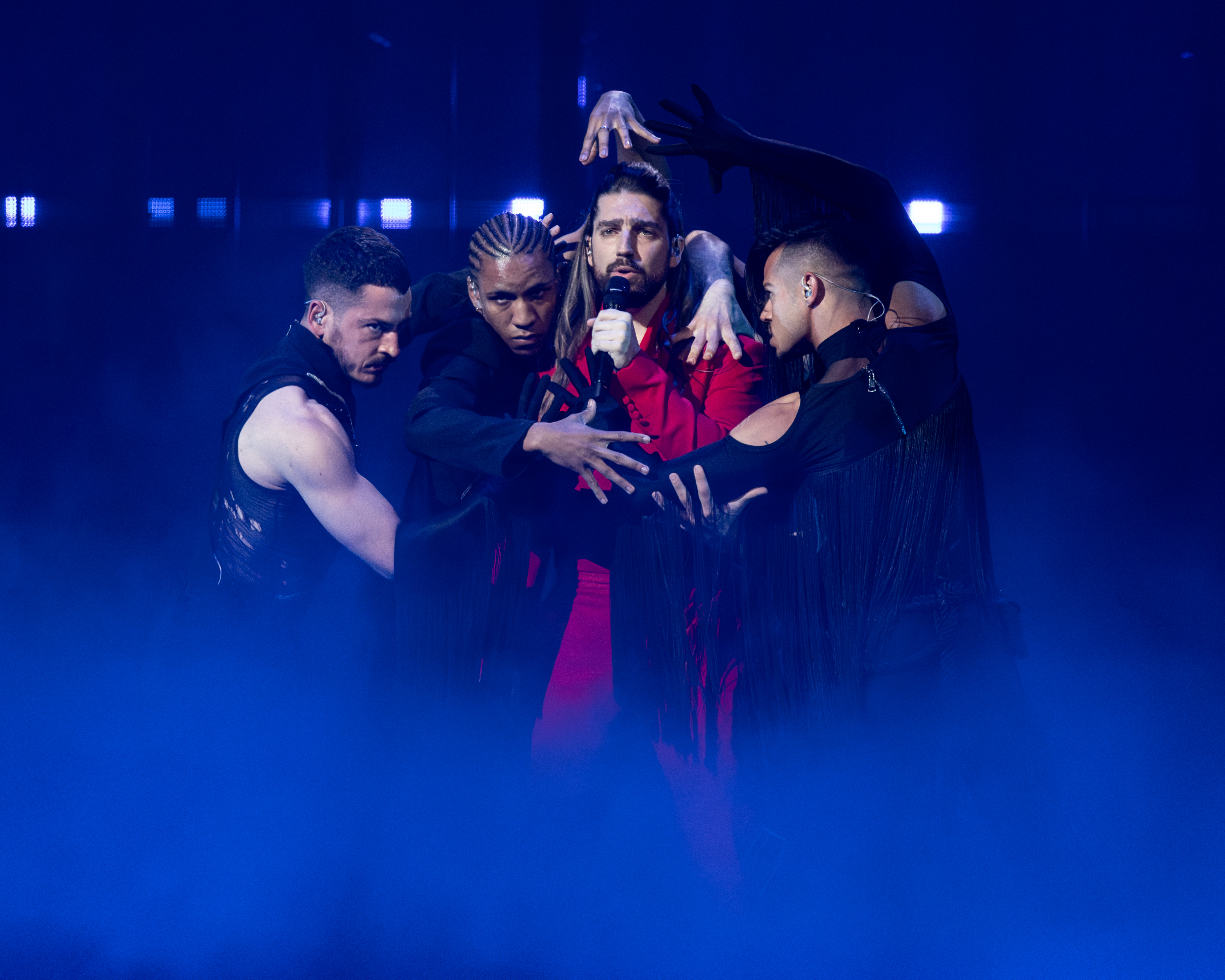
Princ Bázelben (2025)

## Lásd még
- Jugoszlávia az Eurovíziós Dalfesztiválokon
- Szerbia és Montenegró az Eurovíziós Dalfesztiválokon
- Szerbia és Montenegró a Junior Eurovíziós Dalfesztiválokon
- Szerbia a Junior Eurovíziós Dalfesztiválokon